# 寶石大眼鯛
寶石大眼鯛，又稱金目大眼鯛，俗名紅目鰱，為輻鰭魚綱鱸形目的其中一個種。

## 分布
本魚广泛分布於印度太平洋區，包括紅海、東非、台灣、日本、澳洲北部、土阿莫土群岛等海域，但均不甚常见。

## 特徵
本魚體略高，側扁，呈長卵圓形；體最高處位於背鰭第六棘附近。眼特大，瞳孔大半位於體中線下方。吻短。口裂大，近乎垂直；下頜突出，頜骨、鋤骨和腭骨均具齒。前鰓骨後緣及下緣具鋸齒並具有一枚後向之短強棘。小魚尾鰭截形，隨體長的增大尾鰭上下葉延長呈凹形。尾鰭末端顏色較深，各鰭上均無斑點。側線在胸鰭上方略彎曲。頭及體部皆被有粗糙堅實不易脫落之櫛鱗；側線完全，側線鱗孔數70至90枚。背鰭單一，具硬棘10枚，軟條13至15枚；臀鰭與背鰭幾相對，具硬棘3枚，軟條13至16枚；背鰭及臀鰭後端圓形；胸鰭短小；腹鰭中長，短於頭長；尾鰭截形或雙凹。體長可達45公分。
另外，值得一提的是该鱼的体色十分多变，且能在短时间内改变自己的体色。一般来说其体色有四种：通体银色、通体红色、红色带有六条浅红色条纹和银色带有15个黑色新月形斑点，具体变化见下图。

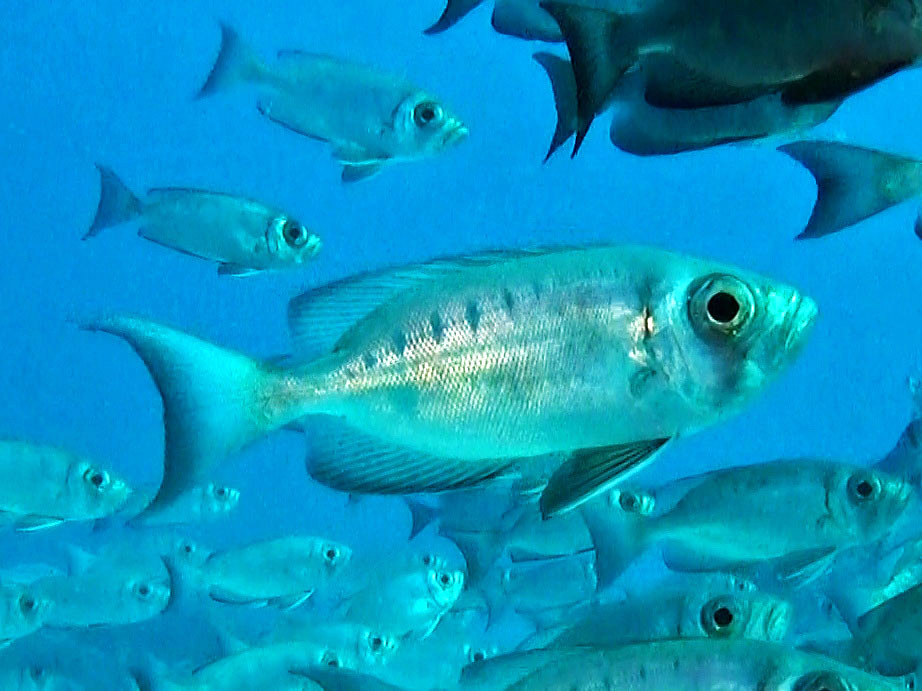
银色带有新月斑点的宝石大眼鲷
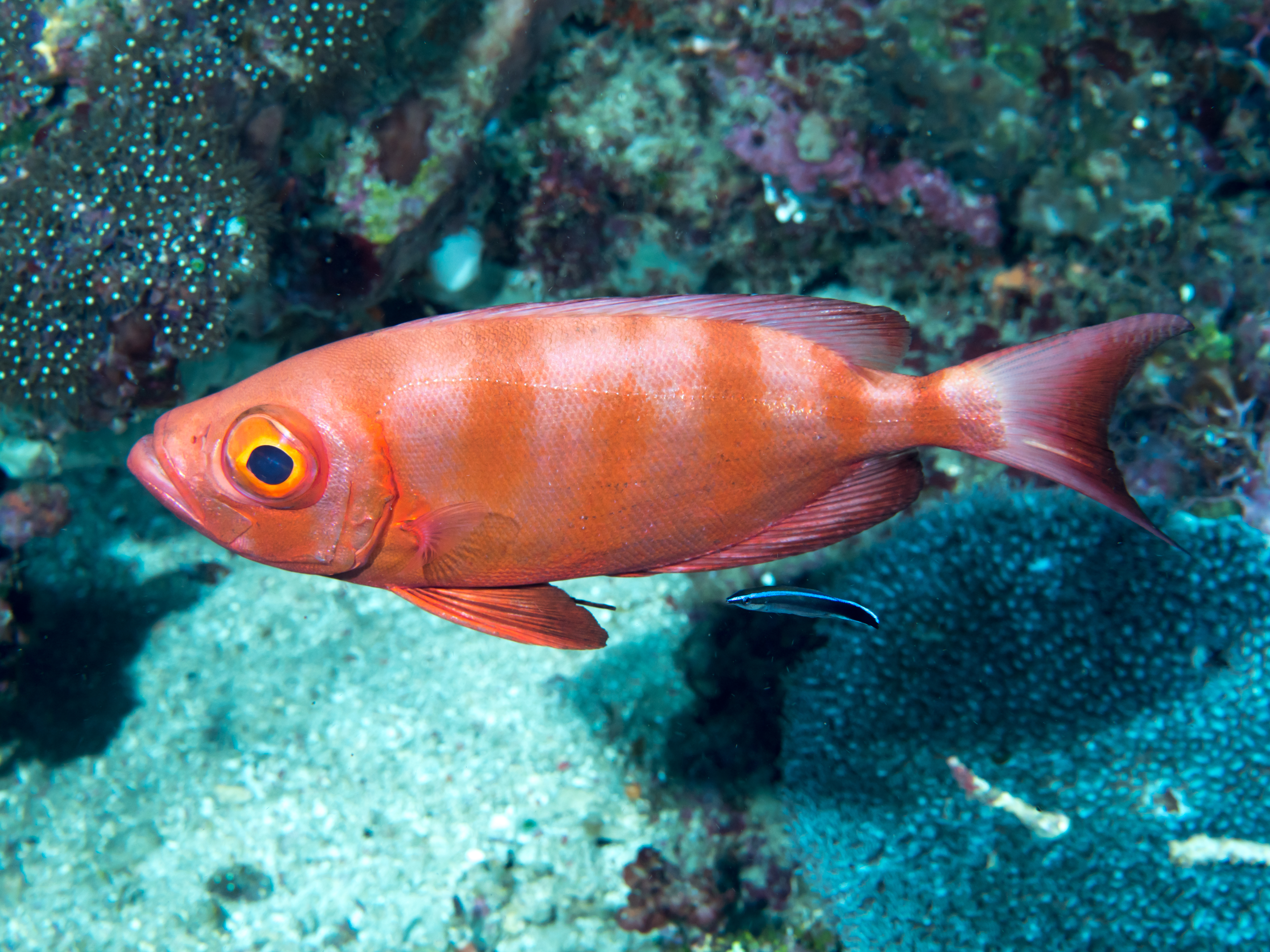
橙红色带有条纹的宝石大眼鲷
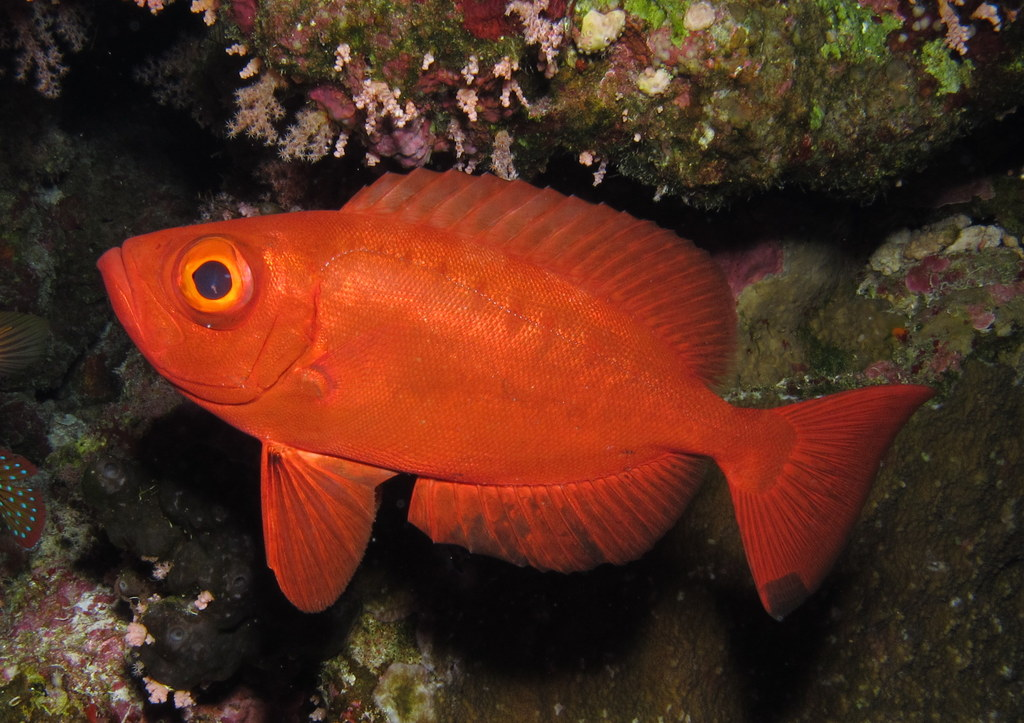
通体红色的宝石大眼鲷
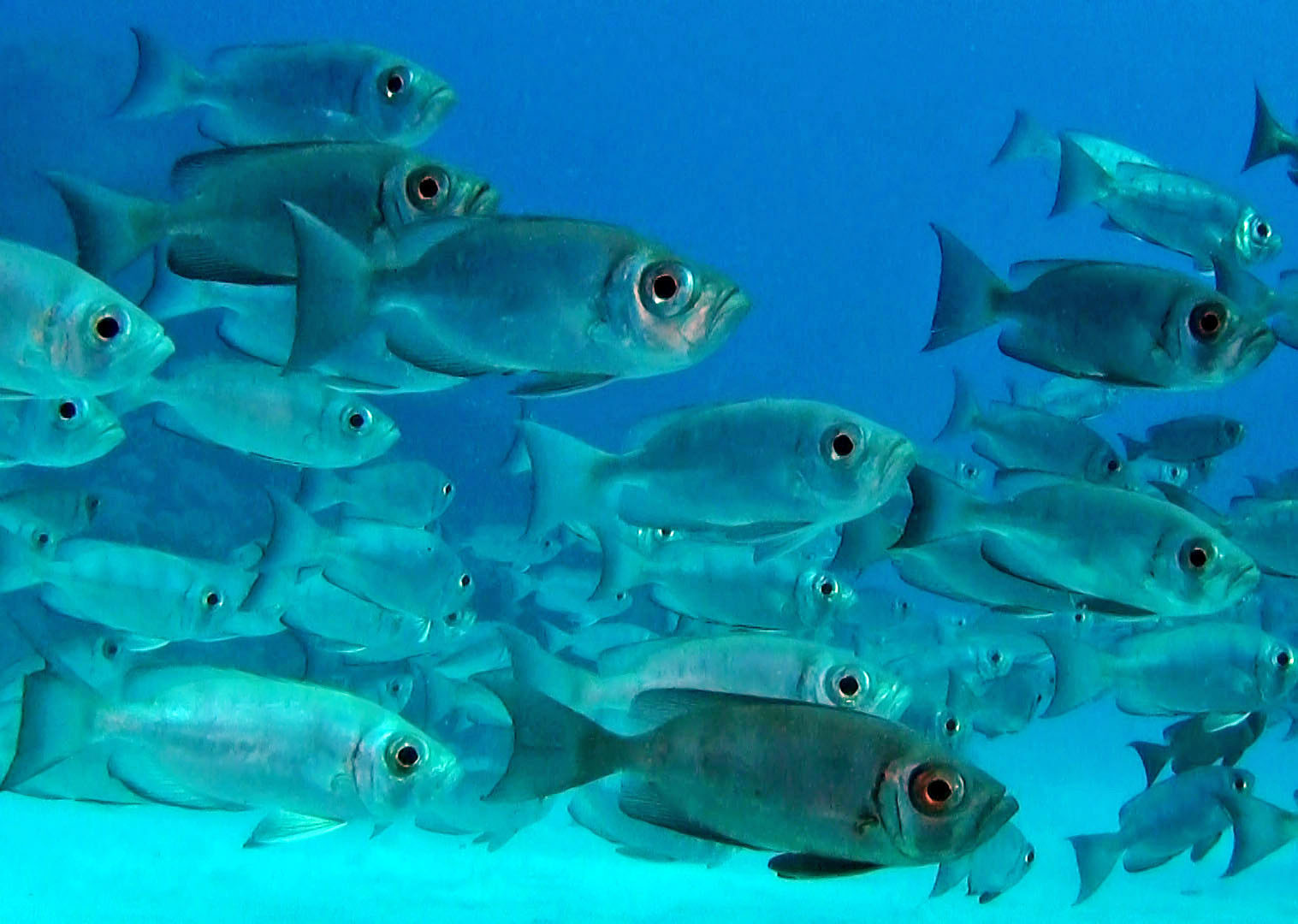
一群通体银色的宝石大眼鲷

## 生態
宝石大眼鲷為夜行性魚類，成年个体栖息于水深8至80公尺的礁坡外緣或較深的礁湖上方，而幼鱼则多栖息于浅水的光照带 。该鱼為肉食性魚類，以小魚、蝦、蟹為食。该鱼多为独行性鱼类，但偶尔会以小群的形式出现，而在开阔水域更是有可能出现大规模的鱼群。

## 經濟利用
為肉質鮮美的食用魚，適合紅燒或煮薑絲清湯。